# Manon Peyrot
Hermance Elisabeth Manon Peyrot (Den Haag, 6 november 1927 – aldaar, 10 augustus 2014) was een Nederlands architect.

## Leven
Ze was dochter van ingenieur (aluminiumverwerking in de industrie) Jean Bernard Peyrot en Hermance Hermina Francina Maria Smalt.
Ze werd geboren in Den Haag en groeide op op Java en Billiton waar haar vader als ingenieur werkte. Vanwege de gang naar de middelbare school van haar broer, vertrokken ze samen naar Nederland. Voor haar was vanwege (later onderkende) dyslexie en heimwee de huishoudschool weggelegd. Daar had ze geen zin in, zelf ging ze liever in de techniek werken (ze speelde met Meccano). Toen ook haar ouders naar Nederland kwamen (1939) kon ze gaan leren aan het Amsterdams Lyceum, maar al spoedig werd het gezin opnieuw uitgezonden en eindigde in de Verenigde Staten. Aldus Peyrot in een interview in het NRC Handelsblad. Ze kon bouwkunde gaan studeren aan Cornell University (1944-1948); ze werd meisje in een mannenwereld; die mannen zagen in haar geen huwelijkspartner. Eenmaal terug in Nederland werkte voor de Dienst der Publieke Werken (1953-1983), waar ze veelal scholen en postkantoren ontwierp in de Westelijke tuinsteden. Ze was aangesloten bij de Branchevereniging Nederlandse Architectenbureaus.
In die tijd, juli 1976, trouwde ze met zakenman en verzetsman Pitty Beukema toe Water, zoon van een ingenieur en ging in Le Rouret, Frankrijk wonen; later keerde ze terug naar Den Haag. Ze werd gecremeerd op Nieuw Eykenduynen in Den Haag.

## Werk
Peyrot was verantwoordelijk voor:
- Eerste Sloterparkbad (1973)
- Van Leijenberghlaan, een gecombineerd post voor politie, brandweer en GGD (1974-1977)
- Sara Burgerhartstraat 1-3, Daniël Goedkoopschool (1960), later in 2019 een gemeentelijk monument
- kleuterschool De Fuut in Slotervaart
- Jan Sluijtersstraat 9, School voor dove kinderen (1975)
- en zogenaamde paviljoenscholen in Voorburgstraat 258, Jacob Geelstraat, Prof. R. Casimirstraat 32 en Baas Gansendonckstraat 2, Bos en Lommerschool (jaren 60)
- Paalbergweg 1, Gemeentelijk Centrum Elektronische Informatieverwerking (1977)

## Vrouwen van het UAP
In het voorjaar van 2024 (maart-juli met nog een verlenging) besteedde het Van Eesteren Museum aandacht aan  vier vrouwelijke architecten (en hun oeuvre) werkend voor de Dienst der Publieke Werken ter invulling van het Algemeen Uitbreidingsplan van Cor van Eesteren en Ko Mulder. Er werd aandacht besteed aan het werk van Ko Mulder zelf, maar ook aan werk van Manon Peyrot, Koos Pot-Keegstra en Anna van Hattum. 